# Ligne de Givet à la frontière belge vers Morialmé
La ligne de Givet à la frontière belge vers Morialmé était une courte ligne ferroviaire à voie normale permettant le raccordement des chemins de fer belges et français entre les villes de Givet en France et de Doische en Belgique, où elle continuait sous le nom de ligne 138A belge.
Elle constituait la ligne 209 000 du réseau ferré national.

## Histoire
Le 12 décembre 1860 a été déclaré d'utilité publique « un raccordement de Givet à la frontière belge vers Morialmé », concédé à la Compagnie des chemins de fer des Ardennes.
Le 4 mars 1862, la France et la Belgique ont signé une convention pour raccorder le chemin de fer français de Charleville et le chemin de fer belge de Morialmé. Elle a été ratifiée par les représentants des États à Paris le 31 mars 1862 et officialisée en France par le décret impérial du 5 avril 1862.
La ligne a été mise en service par la Compagnie des Ardennes le 28 avril 1862, en même temps que la dernière section, de Nouzon à Givet, de sa ligne de Charleville à Givet.
La Compagnie des chemins de fer des Ardennes est rachetée par la Compagnie des chemins de fer de l'Est selon les termes d'un traité signé le 12 mai 1857. Ce traité est approuvé par deux décrets impériaux le 11 juin 1859,. Toutefois la convention ne prévoit que le rachat ne sera effectif que deux ans après la mise en service du réseau de la Compagnie des chemins de fer des Ardennes. Cette clause est modifiée selon les termes d'une convention signée le 15 mars 1863 entre les deux compagnies, qui fixe la date de la fusion au 1er janvier 1864. Cette convention est approuvée par un décret impérial le 11 juin suivant.
Après approbation par le conseil municipal de Givet en décembre 2004, la ligne a été retranchée du réseau ferré national (PK 207,120 à 207,938) le 27 mars 2006.